# Grana
Grana (u botanici: ramus) je strukturni dio drveta povezan sa središnjim deblom, ali nije dio debla (stabla ili grma). Velike grane, one koji izlaze direktno iz debla se nazivaju glavne grane, a male grane se nazivaju grančice.
Zbog širokog spektra vrsta drveća, grane i grančice se mogu naći u raznim oblicima i veličinama. Iako grane mogu biti gotovo vodoravne, okomite ili dijagonalne, većina stabala ima dijagonalne grane prema gore. S granama stabala povezana su brojna matematička svojstva: one su prirodni primjeri fraktalnih obrazaca u prirodi, a, kao što primjećuje Leonardo da Vinci, njihova područja presjeka pomno slijede pravilo da Vincijeva grananja.